# Iperfollicolinismo
Iperfollicolinismo (chiamato anche iperestrinismo, iperestrogenismo oppure iperfollicolinemia) è una condizione medico patologica in cui nel sangue di un individuo è presente una sovrabbondante sintesi e secrezione di estrogeni, a prescindere se esso sia esso sia maschio o femmina.
Ciò può provocare come conseguenze nefaste nell'uomo l'insorgere di ginecomastia e perdita pellifera, mentre nella donna causa conseguenze più gravi tra cui malfunzionamenti o interruzione del ciclo mestruale, emorragie uterine e dolori al seno com aumento della pigmentazione delle areole mammarie e dei capezzoli.